# 心脏病烧烤餐厅
心脏病烧烤餐厅（英語：Heart Attack Grill）是美国一家快餐廳，2005年在亚利桑那州坦佩开业，今店址位于内华达州拉斯维加斯。餐厅为医院主题，顾客被称为“病人”，进店要穿病号服；女服务员身着性感的“护士”打扮，菜品则被称为“处方”。
该店一反当今社会对健康飲食理念的倡导，承诺“仅提供不健康的食品”，主打高油、高糖、高胆固醇、大份量的各式垃圾食品，包括汉堡包、炸薯条、奶昔等。吃不完的顾客会被服务员打屁股，体重350英磅（159）以上可免费用餐。店主声称开店的初衷就是为了展示食用快餐对健康造成的危害，自开业以来已有两名代言人死亡，多名顾客就餐时病发送医。尽管争议不断，餐厅却很受欢迎，游客络绎不绝。

## 历史
据店主乔恩·巴索（Jon Basso）自述，他早年曾是一名私人教练兼营养师，经营减肥中心加盟店。后因厌倦了不断向客户许诺不切实际的瘦身效果以维持营销的商业模式，门店又因涉嫌侵犯某大型连锁快餐企业商标权而被迫关停，一怒之下“弃明投暗”，也加入了快餐业。以健身客户在减肥期间大吃大喝的经历为灵感，他决定在自己的餐厅中专门提供极其肥腻的超高卡路里食物，将美式快餐令人作呕的一面毫无保留地公之于众。用出售健身房的所得，他在亚利桑那州坦佩市租下了一家门面房（后先后迁至达拉斯和拉斯维加斯）。2005年，“心脏病烧烤”正式开张，巴索自称“乔恩医生”，亲自下厨掌勺。起初餐厅只卖汉堡包，后随着经营发展新添了薯条、奶昔等菜品，引入了病号服、护士装等主题元素，形成了现在医院主题的风格。

## 菜品

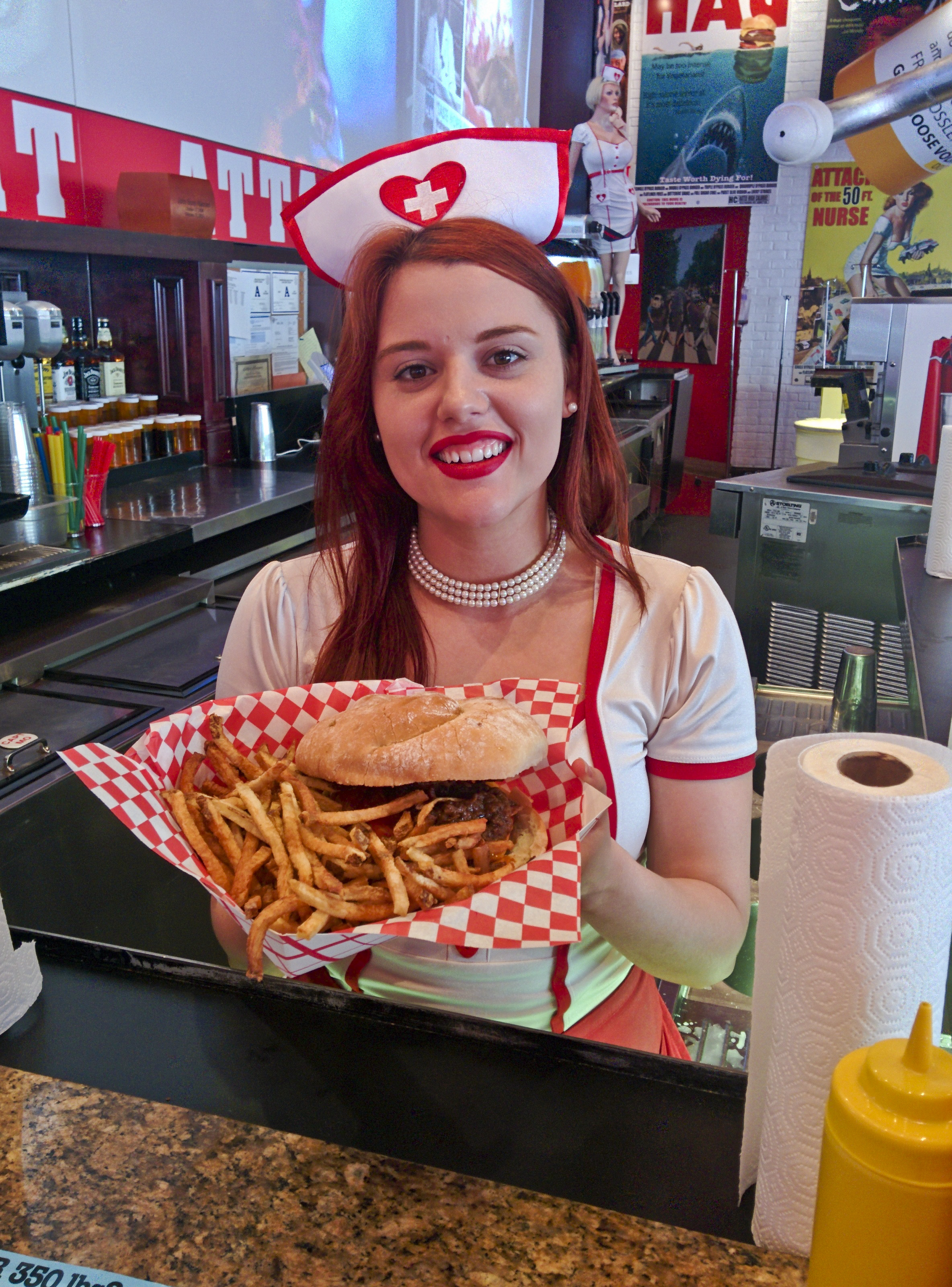
护士打扮的女服务员展示“单支搭桥汉堡”和“心跳停止薯条”

心脏病烧烤餐厅的菜单刻意设计得令人反感：高热量、高饱和脂肪、不含绿叶蔬菜是菜品的共同特点。该店的主打菜汉堡包以心脏搭桥手术命名，按照肉饼的数量分别有单支、双支、三支和四支“搭桥汉堡”。以“四支搭桥汉堡”为例，主要原料包括两块猪油煎面包、四块0.5英磅（0.23）牛肉饼、四片干酪、油煸洋葱、番茄和酱料，总熱量8,000卡路里（33,472焦耳）。吃一个汉堡相当于一次性吃进32个肉包子或40碗白米饭。选加20条培根的四支“搭桥汉堡”曾于2013年载入吉尼斯“热量最高汉堡”世界纪录，总热量9,982卡路里（41,765焦耳）。餐厅后来更推出了八支“搭桥汉堡”，最高热量近20,000卡路里（83,680焦耳），相当于40个麦当劳巨无霸汉堡。成功吃完四支及以上“搭桥汉堡”者可坐上轮椅由服务员一路推回座驾。配菜的薯条叫“心跳停止薯条”，以猪油炸制，浇上奶酪和辣椒肉酱，无限量供应。饮料包括全蔗糖墨西哥可口可乐、注射器装Jell-O伏特加果冻酒、靜脈滴注袋装红酒、或者加整块黄油和大量乳脂的浓稠奶昔。面向素食主义的顾客，餐厅则只提供无濾嘴香烟。

## 争议事件
自开业以来，心脏病烧烤餐厅便因鼓励不健康的生活方式备受争议。2011年3月，该店的形象代言人，体重575英磅（261）的布莱尔·赖弗（Blair River）因流感合并肺炎病逝，年仅29岁。医学专家认为重度肥胖与他英年早逝不无关系，店長巴索也直言倘若他能控制体重也不至于一场肺炎便撒手人寰；2012年，接连有两名顾客在餐厅用餐时突发疾病，其中一位在食用三支“搭桥汉堡”后心脏病发作，另一位在边吃汉堡边抽烟饮酒后失去意识。两人均由救护车送至医院抢救脱险，引得以为是表演秀的路人纷纷拍照留念；2013年2月，人称“病人约翰”的常客兼代言人约翰·埃尔曼（John Alleman）在店门外等公车时突发心脏病死亡。巴索将他的骨灰摆放在店内，以警示顾客在本餐厅用餐的后果。有素食主義团体指责餐厅“道德沦丧”，要求其停止營業，但巴索不为所动，声称他捍卫的是“饮食自由”。
除食物外，该店也因糅合“医院”和“波霸餐厅”的主题设计而受抨击。開店初期，亚利桑那州护理委员会等各医护人员组织就多次指责该店服务员袒胸露乳的服装有损护士职业形象，巴索则反击称要用消防水龙驱散前来抗议的护士，一度因此被捕。甚至亚利桑那州总检察长都曾于2006年，以心臟病燒烤餐廳违规使用“护士”头衔为由，稱將命令該店停止營業。巴索后与医护人员组织取得和解，亚利桑那州护理委员会不再对该店采取法律措施，巴索则在网站上声明，该店服务员不持有护士资格，“护士”的称呼仅为配合餐厅主题的戏仿。